# Goloka
Goloka (Sanskrit गोलोक goloka m. „Kuhwelt“) ist in der Tradition einiger Vishnuiten der mythische Wohnort von Krishna, einem Avatar Vishnus. Hier wohnen Krishna und Radha gemeinsam. Goloka ist auch die Weide von Surabhi, der Mutter aller Kühe.